# Indian Super League 2014
Navigation
Édition suivante
L'Indian Super League 2014 est la 1re saison de l'Indian Super League, le championnat professionnel de football d'Inde. Elle est composée de huit équipes.
La saison régulière débute le 12 octobre et se finit le 20 décembre. Les séries éliminatoires ont lieu dans la foulée. Le championnat sacre l'Atlético de Kolkata pour cette première saison.

## Les 8 franchises participantes

### Carte
| \| Atlético de Kolkata Chennaiyin FC FC Goa Mumbai City FC FC Pune City NorthEast United FC Delhi Dynamos FC Kerala Blasters FC \| Localisation des clubs de l'Indian Super League 2014 |
| Atlético de Kolkata Chennaiyin FC FC Goa Mumbai City FC FC Pune City NorthEast United FC Delhi Dynamos FC Kerala Blasters FC                                                            |

### Participants
| Club                | Ville    | Entraîneur          | Depuis | Capitaine            | Depuis | Stade                  | Capacité théorique |
| ------------------- | -------- | ------------------- | ------ | -------------------- | ------ | ---------------------- | ------------------ |
| Atlético de Kolkata | Kolkata  | Antonio López Habas | 2014   | Luis García          | 2014   | Stade Salt Lake        | 68 000             |
| Chennaiyin FC       | Chennai  | Marco Materazzi     | 2014   | Bojan Djordjic       | 2014   | Stade Jawaharlal Nehru | 40 000             |
| Delhi Dynamos FC    | Delhi    | Harm van Veldhoven  | 2014   | Alessandro Del Piero | 2014   | Stade Jawaharlal Nehru | 60 000             |
| FC Goa              | Margao   | Zico                | 2014   | Robert Pirès         | 2014   | Stade Fatorda          | 24 500             |
| Kerala Blasters FC  | Kochi    | David James         | 2014   | Penn Orji            | 2014   | Stade Jawaharlal Nehru | 60 000             |
| Mumbai City FC      | Mumbai   | Peter Reid          | 2014   | Syed Nabi            | 2014   | Stade DY Patil         | 55 000             |
| NorthEast United FC | Guwahati | Ricki Herbert       | 2014   | Joan Capdevila       | 2014   | Stade Indira Gandhi    | 35 000             |
| FC Pune City        | Pune     | Franco Colomba      | 2014   | David Trezeguet      | 2014   | Stade Balewadi         | 22 000             |

## Saison régulière
| Rang | Équipe              | Pts | J  | G | N | P | Bp | Bc | Diff |
| ---- | ------------------- | --- | -- | - | - | - | -- | -- | ---- |
| 1    | Chennaiyin FC       | 23  | 14 | 6 | 5 | 3 | 24 | 20 | +4   |
| 2    | FC Goa              | 22  | 14 | 6 | 4 | 4 | 21 | 12 | +9   |
| 3    | Atlético de Kolkata | 19  | 14 | 4 | 7 | 3 | 16 | 13 | +3   |
| 4    | Kerala Blasters FC  | 19  | 14 | 5 | 4 | 5 | 9  | 11 | -2   |
| 5    | Delhi Dynamos FC    | 18  | 14 | 4 | 6 | 4 | 16 | 14 | +2   |
| 6    | FC Pune City        | 16  | 14 | 4 | 4 | 6 | 12 | 17 | -5   |
| 7    | Mumbai City FC      | 16  | 14 | 4 | 4 | 6 | 12 | 21 | -9   |
| 8    | NorthEast United FC | 15  | 14 | 3 | 6 | 5 | 11 | 13 | -2   |

- Franchise qualifiée pour les séries éliminatoires

### Résultats
| Résultats (▼dom., ►ext.)                                   | ATL | CHE | DEL | GOA | KER | MUM | NOR | PUN |
| Atlético de Kolkata                                        |     | 0-0 | 1-1 | 1-1 | 1-1 | 3-0 | 1-0 | 1-3 |
| Chennaiyin Football Club                                   | 1-1 |     | 2-2 | 1-3 | 2-1 | 5-1 | 2-2 | 3-1 |
| Delhi Dynamos Football Club                                | 0-0 | 4-1 |     | 1-4 | 0-1 | 4-1 | 0-0 | 0-0 |
| Football Club Goa                                          | 1-2 | 1-2 | 2-1 |     | 3-0 | 0-0 | 3-0 | 2-0 |
| Kerala Blasters                                            | 2-1 | 0-1 | 0-0 | 1-0 |     | 0-0 | 0-0 | 1-0 |
| Mumbai City Football Club                                  | 2-1 | 0-3 | 1-0 | 0-0 | 1-0 |     | 0-2 | 5-0 |
| NorthEast United                                           | 0-2 | 3-0 | 1-2 | 1-1 | 1-0 | 1-1 |     | 0-0 |
| FC Pune City                                               | 1-1 | 1-1 | 0-1 | 2-0 | 1-2 | 2-0 | 1-0 |     |
| - Victoire à domicile - Match nul - Victoire à l'extérieur |     |     |     |     |     |     |     |     |

## Séries éliminatoires

### Règlement
Les demi-finales se déroulent par match aller-retour, avec match retour chez l'équipe la mieux classée. La règle du but à l'extérieur est introduite. Ainsi, en cas d'égalité de buts à l'issue des deux matchs, l'équipe qui aura inscrit le plus de buts à l'extérieur se qualifie. Sinon, une prolongation de deux périodes de 15 minutes a alors lieu. Cette règle ne s'applique pas à la prolongation. Ainsi, quel que soit le nombre de buts inscrits en prolongation, si les deux équipes restent à égalité, une séance de tirs au but a lieu.
La finale se déroule en un seul match, avec prolongations et tirs au but pour départager si nécessaire les équipes.

### Tableau
|  | Demi-finales        | Demi-finales        | Demi-finales        | Demi-finales        |                    |                    | Finale           | Finale           | Finale           | Finale           |
|  |                     |                     |                     |                     |                    |                    |                  |                  |                  |                  |
|  | 13 et 16 décembre   | 13 et 16 décembre   | 13 et 16 décembre   | 13 et 16 décembre   |                    |                    | 20 décembre 2014 | 20 décembre 2014 | 20 décembre 2014 | 20 décembre 2014 |
|  | Chennaiyin FC       | Chennaiyin FC       | 0                   | 3 ap                |                    |                    | 20 décembre 2014 | 20 décembre 2014 | 20 décembre 2014 | 20 décembre 2014 |
|  | Chennaiyin FC       | Chennaiyin FC       | 0                   | 3 ap                |                    |                    | 20 décembre 2014 | 20 décembre 2014 | 20 décembre 2014 | 20 décembre 2014 |
|  | Kerala Blasters FC  | Kerala Blasters FC  | 3                   | 1                   |                    |                    | 20 décembre 2014 | 20 décembre 2014 | 20 décembre 2014 | 20 décembre 2014 |
|  | Kerala Blasters FC  | Kerala Blasters FC  | 3                   | 1                   | Kerala Blasters FC | Kerala Blasters FC | 0                | 0                |                  |                  |
|  | 14 et 17 décembre   |                     |                     |                     | Kerala Blasters FC | Kerala Blasters FC | 0                | 0                |                  |                  |
|  |                     |                     | Atlético de Kolkata | Atlético de Kolkata | 1                  | 1                  |                  |                  |                  |                  |
|  | FC Goa              | FC Goa              | Atlético de Kolkata | Atlético de Kolkata | 1                  | 1                  | 0                | 0 (2)            |                  |                  |
|  | FC Goa              | FC Goa              |                     |                     |                    |                    |                  | 0 (2)            |                  |                  |
|  | Atlético de Kolkata | Atlético de Kolkata | 0                   | 0 (4)               |                    |                    |                  |                  |                  |                  |
|  | Atlético de Kolkata | Atlético de Kolkata | 0                   | 0 (4)               |                    |                    |                  |                  |                  |                  |

### Résultats

#### Demi-finales
| 13 décembre 2014 | Kerala Blasters FC                    | 3 - 0 | Chennaiyin FC | Stade Jawaharlal Nehru, Kochi                     |                                                   |
| 19h00            | Ahmed 27e · Hume 29e · Sushanth 90+4e |       |               | Spectateurs : 60 900 Arbitrage : Pranjal Banerjee | Spectateurs : 60 900 Arbitrage : Pranjal Banerjee |
| 19h00            | (rapport)                             |       |               | Spectateurs : 60 900 Arbitrage : Pranjal Banerjee | Spectateurs : 60 900 Arbitrage : Pranjal Banerjee |

| 16 décembre 2014 | Chennaiyin FC                                | 3 - 1 a.p. | Kerala Blasters FC | Stade Jawaharlal Nehru, Chennai                |                                                |
| 19h00            | Silvestre 42e · Jhingan 76e (csc) · Jeje 90e |            | 118e Pearson       | Spectateurs : 25 317 Arbitrage : Santosh Kumar | Spectateurs : 25 317 Arbitrage : Santosh Kumar |
| 19h00            | (rapport)                                    |            |                    | Spectateurs : 25 317 Arbitrage : Santosh Kumar | Spectateurs : 25 317 Arbitrage : Santosh Kumar |

| 14 décembre 2014 | Atlético de Kolkata | 0 - 0 | FC Goa | Stade Salt Lake, Kolkata                         |                                                  |
| 19h00            |                     |       |        | Spectateurs : 53 173 Arbitrage : Tejas Nagvenkar | Spectateurs : 53 173 Arbitrage : Tejas Nagvenkar |
| 19h00            | (rapport)           |       |        | Spectateurs : 53 173 Arbitrage : Tejas Nagvenkar | Spectateurs : 53 173 Arbitrage : Tejas Nagvenkar |

| 17 décembre 2014 | FC Goa                           | 0 - 0 a.p.        | Atlético de Kolkata           | Stade Fatorda, Margao                            |                                                  |
| 19h00            |                                  |                   |                               | Spectateurs : 19 102 Arbitrage : Ravshan Irmatov | Spectateurs : 19 102 Arbitrage : Ravshan Irmatov |
| 19h00            | (rapport)                        |                   |                               | Spectateurs : 19 102 Arbitrage : Ravshan Irmatov | Spectateurs : 19 102 Arbitrage : Ravshan Irmatov |
| 19h00            | Santos · Özbey · Amiri · Miranda | Tirs au but 2 - 4 | Josemi · Rafi · Jofre · Borja | Spectateurs : 19 102 Arbitrage : Ravshan Irmatov | Spectateurs : 19 102 Arbitrage : Ravshan Irmatov |

#### Finale de l'ISL 2014
| 20 décembre 2014 | Kerala Blasters FC | 0 - 1 | Atlético de Kolkata | Stade DY Patil, Mumbai                           |                                                  |
| 19h00            |                    |       | 90+5e Rafique       | Spectateurs : 36 484 Arbitrage : Ravshan Irmatov | Spectateurs : 36 484 Arbitrage : Ravshan Irmatov |
| 19h00            | (rapport)          |       |                     | Spectateurs : 36 484 Arbitrage : Ravshan Irmatov | Spectateurs : 36 484 Arbitrage : Ravshan Irmatov |

## Statistiques individuelles

### Meilleurs buteurs
| Rang | Joueur             | Club                | Buts | Passes | Minutes |
| ---- | ------------------ | ------------------- | ---- | ------ | ------- |
| 1    | Elano Blumer       | Chennaiyin FC       | 8    | 1      | 826     |
| 2    | Miroslav Slepička  | FC Goa              | 5    | 4      | 675     |
| 3    | Iain Hume          | Kerala Blasters FC  | 5    | 3      | 1323    |
| 4    | Gustavo Marmentini | Delhi Dynamos FC    | 5    | 2      | 686     |
| 5    | Fikru Tefera       | Atlético de Kolkata | 5    | 2      | 1078    |

### Meilleurs passeurs
| Rang | Joueur            | Club                | Passes | Minutes |
| ---- | ----------------- | ------------------- | ------ | ------- |
| 1    | Miroslav Slepicka | FC Goa              | 4      | 675     |
| 2    | Koke              | NorthEast United FC | 4      | 973     |
| 3    | Francis Fernandes | Delhi Dynamos FC    | 3      | 749     |
| 4    | Balwant Singh     | Chennaiyin FC       | 3      | 964     |
| 5    | André Santos      | FC Goa              | 3      | 1021    |

### Liste descoups du chapeau
| Joueur       | Club        | Contre    | Score | Date            |
| ------------ | ----------- | --------- | ----- | --------------- |
| André Moritz | Mumbai City | Pune City | 5-0   | 18 octobre 2014 |

## Récompenses de la saison[3]
- Joueur de la saison :  Iain Hume (Kerala Blasters FC)
- Meilleur buteur de la saison :  Elano Blumer (Chennaiyin FC)
- Meilleur gardien de la saison :  Jan Šeda (FC Goa)
- Plus beau but :  Kóstas Katsouránis (FC Pune City)
- Prix du Fair Play : Delhi Dynamos FC